# László Nagy (écrivain)
Pour les articles homonymes, voir László Nagy et Nagy.

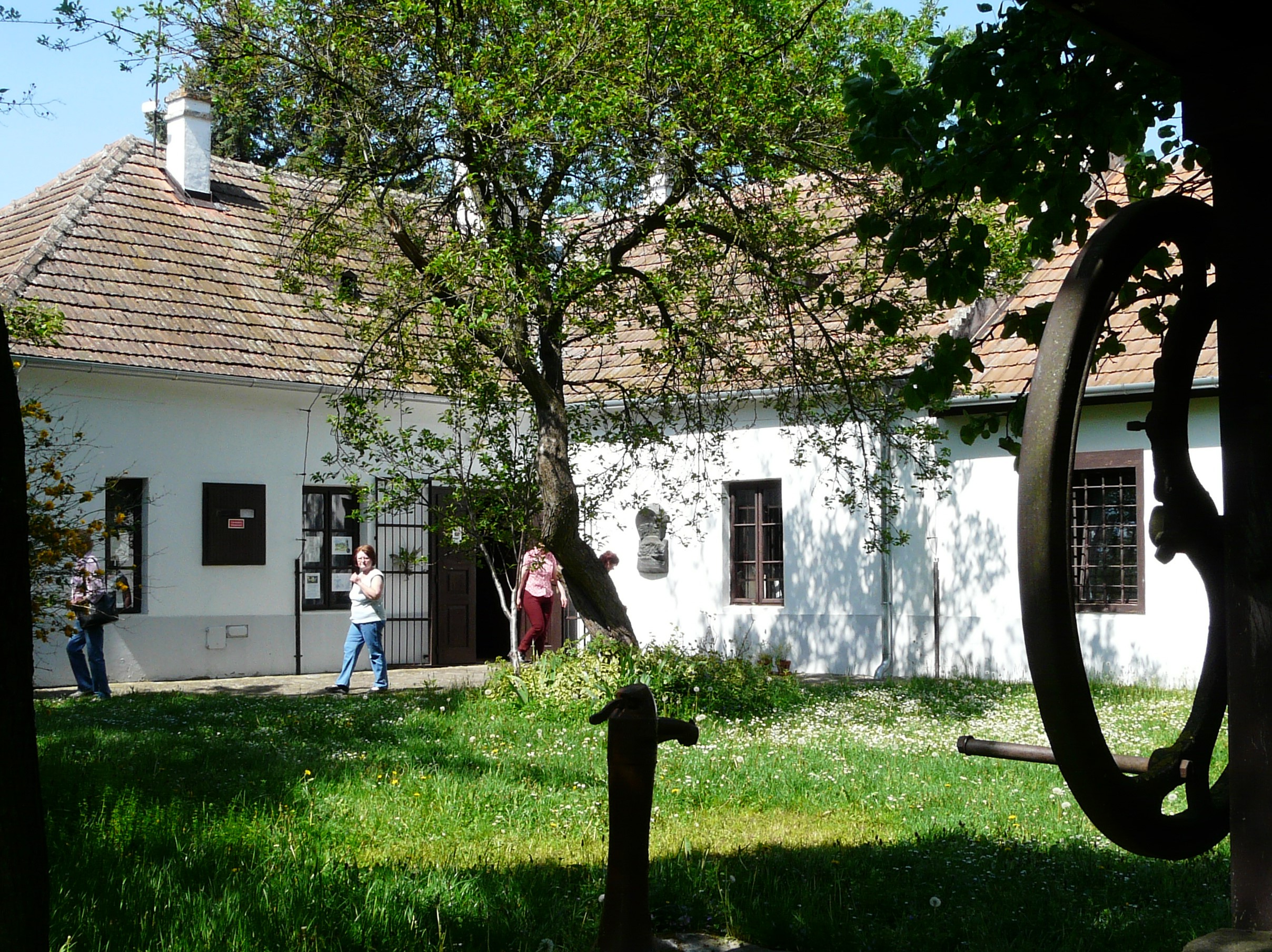
La maison mémorial László Nagy à Iszkáz en Hongrie

László Nagy (Felsőiszkáz, 17 juillet 1925-Budapest, 30 janvier 1978) est un poète hongrois. 
On lui doit plus de quatre cents poèmes ainsi que de nombreuses traductions. 

## Biographie
Né dans le village de Felsőiszkáz, le troisième de quatre enfants, dans l'enfance, une inflammation de la moelle osseuse le rend handicapé, ce qui lui causera toute sa vie des difficultés pour marcher.
Diplômé de l'école secondaire, il part à Budapest pour y devenir artiste graphique, et y étudie le dessin tout en écrivant déjà de la poésie qu'il publie dans divers magazines. Il décide alors d'en faire sa profession. 
Il étudie la littérature, la sociologie et la philosophie à l'université catholique Péter Pázmány puis le russe en traduisant des œuvres de Sergueï Essénine.
Il vit en Bulgarie de 1949 à 1951 et y apprend la langue. Il devient alors traducteur d'œuvres bulgares vers le Hongrois.
Rédacteur en chef du Kisdobos, un magazine pour enfants (1953-1957), il travaille à partir de 1959 et jusqu'à sa mort, pour le magazine Élet és Irodalom (Vie et Littérature). En 1966, il reçoit le prix Kossuth, le plus prestigieux prix littéraire de Hongrie et meurt d’une crise cardiaque en 1978. Il est enterré dans le cimetière de Farkasrét à Budapest.

## Récompenses et distinctions
- Prix Attila József 1950, 1953 et 1955
- Soirées poétiques de Struga, 1968
- Prix Kossuth, 1966
- International Botev Prize, 1976

## Œuvres
- Tűnj el fájás (1949)
- A tüzér és a rozs (1951)
- Gyöngyszoknya (1953)
- Havon delelő szivárvány (1954)
- A nap jegyese (1954)
- Játék Karácsonykor (1956)

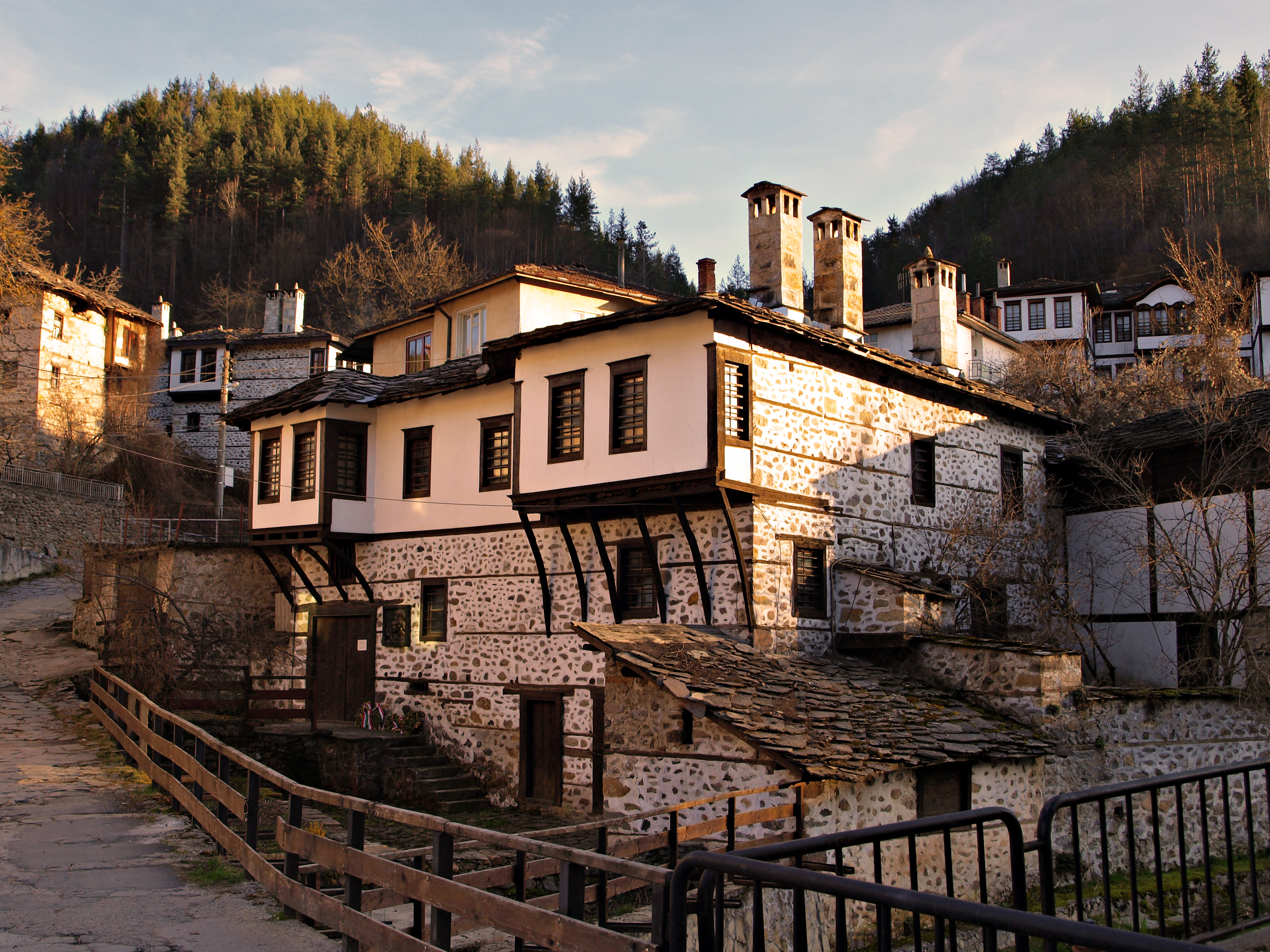
La maison mémorial László Nagy à Smolyan en Bulgarie

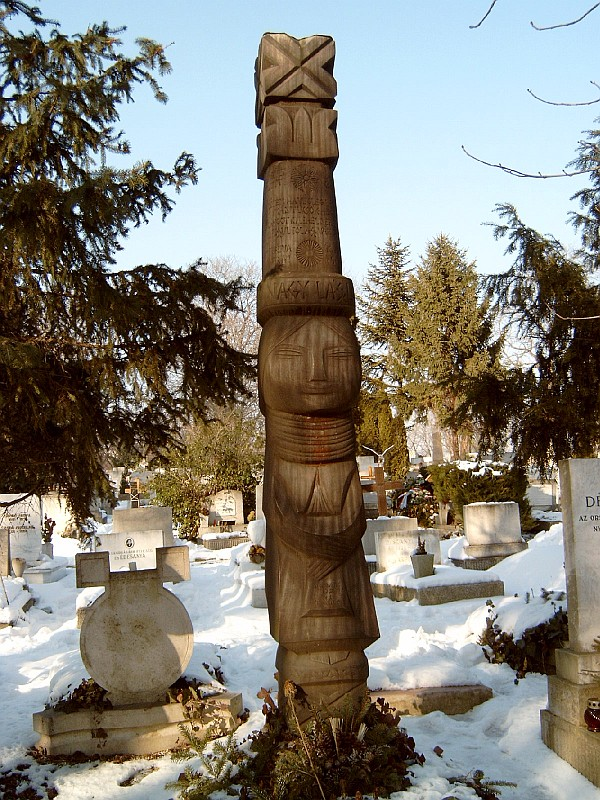
Tombe de László Nagy

- Rege a tűzről és a jácintról (1956)
- A vasárnap gyönyöre (1956)
- A deres majális (1957)
- Ki viszi át a szerelmet (1957)
- Búcsúzik a lovacska (1963)
- Vállamon bárányos éggel (1964)
- Mennyegző (1964)
- Himnusz minden időben (1965)
- Zöld Angyal (1965)
- Arccal a tengernek (1966)
- Ég és föld (1971)
- Versben bújdosó (1973)
- Erdőn, mezőn gyertya (1975)
- Versek és versfordítások I-III (1975)
- Válogatott versek (1976)
- Csodafiú-szarvas (1977)
- Kísérlet a bánat ellen (1978)
- Jönnek a harangok értem (1978)
- Kísérlet a bánat ellen (1980)
- Szárny és piramis (1980)
- Didergő ezüstfiú (1981)
- Nagy László legszebb versei (1982)
- Nagy László összegyűjtött versei (1988)
- Inkarnáció ezüstben (1993)
- Krónika töredékek (1994)
- Legszebb versei (1995)
- Válogatott versek (1995)

En français
- Va-t'en, douleur (= Tűnj el fájás)
- L'Artilleur et le Seigle (= A tüzér és a rozs)
- Le Fiancé du Soleil (= A nap jegyese)
- Mon Amour, O vie qui nous brises, Revue Europe no 411-412, 1963, p. 101-102